# Cayaponia ulei
Cayaponia ulei är en gurkväxtart som beskrevs av Célestin Alfred Cogniaux och Hermann August Theodor Harms. Cayaponia ulei ingår i släktet Cayaponia och familjen gurkväxter. Inga underarter finns listade i Catalogue of Life.